# Gli assi della risata
Gli assi della risata è un film del 1943, diretto da Roberto Bianchi, Gino Talamo e Giuseppe Spirito.
Si tratta del primo film a episodi nella storia del cinema italiano nel periodo sonoro, precedente di un anno Circo equestre Za-bum di Mario Mattoli. In origine la Cines aveva progettato nel 1942 dodici episodi interpretati, tra gli altri, da Totò, Erminio Macario, Eduardo De Filippo e Aldo Fabrizi, ma non fu portato a termine, probabilmente a causa della guerra: gli episodi girati furono sette, però furono ridotti a quattro o cinque nelle due uscite "clandestine" (ovvero senza avere il visto di censura) che il film ebbe a Roma e a Milano tra l'autunno del 1943 e l'estate del 1944.
Il film rappresenta anche l'unica testimonianza visiva rimasta dei Fratelli De Rege, che appaiono in due episodi, considerato che i quattro lungometraggi interpretati in coppia (Milizia territoriale, Allegri masnadieri, Lasciate ogni speranza e L'allegro cantante), al momento risultano invedibili.

## Trama

### Ciribiribin
È una fantasia musicale sul motivo della celebre canzone che abbraccia tre epoche: il 1870, anno in cui la canzone fu lanciata; il 1910, epoca in cui si cominciò a deformare i motivi musicali celebri; e il 1999, in epoca futura, dove due giovani cantanti si lanciano da un aereo con il paracadute dopo aver brindato, verso una città molto somigliante a New York, mentre i passeggeri dell'aereo cominciano a scorgere il pianeta Saturno.

### Il trionfo di Poppea
Un barbiere appassionato di cinema ha una bella moglie che viene adocchiata dal segretario di una casa produttrice di film, e scelta come tipo adatto per interpretare la parte di Poppea. Poiché il barbiere è gelosissimo, il regista della pellicola è costretto a scritturarlo nella parte di Petronio, promettendogli che le scene d'amore del film, la moglie le avrebbe girate insieme a lui. In teatro di posa, le acrobazie che compiono gli addetti per tenere il barbiere lontano dalle riprese mentre la moglie interpreta le scene a due con un altro attore nella parte di Nerone genera gran confusione. Quando il barbiere si accorge della verità, si ritira mestamente nella sua bottega. Sua moglie, invece, compie una brillante carriera.

### Non chiamarmi Dodò!
Un commendatore sposato, in compagnia di un suo amico, decide di compiere una scappatella andando a fare merenda con due graziose ragazze in un'osteria di periferia. La moglie però, che si è accorta dell'inganno spiando le telefonate da lui fatte, decide di non partire per Firenze e lo precede nell'osteria campestre. Travestitasi da cuoca, gli fa passare per sempre la voglia di marachelle del genere riconducendolo al focolare domestico.

### Il mio pallone
Un uomo si reca in un palazzo per cercare un posto di portinaio, però a causa di un equivoco viene assunto come portiere di una squadra di calcio. Al momento della partita, un suo amico gli pratica un'iniezione eccitante e lui in campo fa un figurone. Alla seconda gara tutto va a rotoli perché, finito l'effetto dell'iniezione, i palloni fioccano nella rete e il nostro eroe evita miracolosamente il linciaggio da parte dei tifosi.

### L'ombrello smarrito
Dopo una serata di baldorie, un ricco cavaliere viene coinvolto nella ricerca di un ombrello smarrito dal suo amico Gervasio, dal suo cameriere Giuseppe e dall'affascinante cameriera. Si diffonde la notizia che una donna è stata uccisa ed entra in scena anche il cane di quest'ultima, che ne combina di tutti i colori. Dopo un susseguirsi di situazioni paradossali, tutti capitano nel bel mezzo di una corsa ciclistica, dove il cavaliere viene coinvolto in una rissa. Finiti tutti al commissariato, ogni equivoco viene chiarito: la donna uccisa era soltanto un titolo di giornale, reclamizzante uno spettacolo cinematografico.

### Turno di riposo
Gigetto, un autista di autobus, approfittando della somiglianza col cugino Angelico, chiede di prendere il suo posto per passare un'intera giornata con la sua ragazza. Angelico però è costretto a sostituire un autista guidando un autobus con i sessanta invitati di un matrimonio. Viene aiutato da un suo amico, ma se la deve vedere con un borseggiatore entrato di soppiatto nell'autobus per rubare i portafogli ai passeggeri. Tutto andrà per il verso giusto; gli invitati giungono puntuali alla cerimonia nuziale, mentre il borseggiatore batte in ritirata senza i pantaloni.

### Buon appetito!
Un signore afflitto dai morsi della fame, per acquisire un'eredità - e soprattutto per mangiare gratis - viene convinto a prendere il posto di un anziano barone sul letto di morte, ingannando il giovane nipote, giunto a trovarlo all'improvviso. Riesce nel suo intento, però a causa della fame cronica di cui soffre, accusa un malore. Viene fatto rinvenire facendogli odorare un pollo arrosto; una volta rientrato in sé, viene ricoverato al pronto soccorso.

## Produzione
Nel 1942, la Cines pubblicizza in un opuscolo il progetto iniziale con queste parole:
(Anonimo, dall'opuscolo della Cines di presentazione del film)
Il progetto si realizzerà solo parzialmente.

## Distribuzione
Il film ebbe una prima uscita a Roma, il 25 novembre 1943, al cinema Quattro Fontane, dove rimase in programmazione sino al 5 dicembre, con il titolo Superspettacolo comico con gli assi della risata, con gli episodi Il trionfo di Poppea, Non chiamarmi Dodò, Ciribiribin e Il mio pallone. L'anno seguente esce a Milano, dal 14 al 18 agosto 1944, al cinema Astra, con il titolo Programma comico e gli episodi L'ombrello smarrito, Il trionfo di Poppea, Buon appetito!, Il mio pallone e Turno di riposo. Dopo la concessione del visto censura (il n. 78 del 13 agosto 1945) ha una nuova uscita romana verso la fine di agosto con il titolo Comiche abbinate, con quattro episodi, Il trionfo di Poppea, Non chiamarmi Dodo!, Il mio pallone e Ciribiribin. Non risulta iscritto al Pubblico registro cinematografico e non se ne conosce l'incasso.
Dopo l'ultima uscita romana la pellicola scompare dalla circolazione per diversi decenni, fino al 2003, quando viene ritrovato il negativo originale nitrato infiammabile - gravemente danneggiato e, in alcuni punti, quasi decomposto - viene sottoposto a restauro e ricavata una copia positiva ininfiammabile usata per la stampa in DVD dalla Ripley's Home Video. Dapprima, nel 2005 viene diffuso l'episodio Il mio pallone come contenuto extra del DVD del film Casanova farebbe così!; infine, nel febbraio del 2012 - dopo 67 anni - viene pubblicato il film. Quasi tutti gli episodi sono completi, tranne Ciribiribin del quale è sopravvissuta soltanto la parte finale, relativa al 1999 (circa 4 minuti) e Buon appetito!, mancante della sequenza iniziale (circa 6 minuti).

## Luoghi riprese
Il film è stato girato negli studi di Cinecittà. Gli esterni dell'episodio Non chiamarmi Dodò! vennero girati nella città di Frascati e nei dintorni.

## Altri tecnici
Il montaggio, la scenografia, il costumista e il truccatore non sono accreditati negli scarni titoli di testa.
- Operatore alla macchina: Giovanni Pucci
- Assistente operatore: Marcello Gatti
- Fonico: Nello Di Paolo

## Critica
(L. O., Il Messaggero, 26 novembre 1943)
(Raul Radice, Corriere della Sera, 15 agosto 1944)

## Recensioni
- Eugenio Ferdinando Palmieri, Illustrazione Italiana, 27 agosto 1944